# Rose Law Firm
Rose Law Firm é um escritório de advocacia sediado em Little Rock, a capital do Arkansas. É o terceiro escritório de advocacia mais antigo dos Estados Unidos e o mais antigo do oeste do país. É também a mais antiga empresa do Arkansas.

## História
A empresa foi fundada em 1º de novembro de 1820, dezesseis anos antes do Arkansas se tornar um estado, quando Robert Crittenden (nascido em 1797) e  Chester Ashley (nascido em 1791) firmaram um acordo para uma "parceria para a prática do direito." Uma vez que foram adicionados novos sócios, o nome da empresa mudou ao longo dos anos. "Rose" foi adicionado ao nome em 1865, quando Urias Milton Rose passou a fazer parte do escritório. No final de 1970, a empresa tinha nove sócios e um longo nome — Rose, Nash, Williamson, Carroll, Clay, & Giroir. Em 1980, seu nome foi simplificado para Rose Law Firm.
Advogados e sócios do Rose Law Firm são historicamente ativos na política e em assuntos cívicos. Robert Crittenden foi governador territorial do Arkansas e negociou sua admissão como um estado dos Estados Unidos, o que ocorreu em 1836. Chester Ashley foi senador dos Estados Unidos pelo Arkansas. Urias Milton Rose co-fundou a American Bar Association.
Na esfera econômica, é considerado um dos mais importantes escritórios de advocacia do Estado. Durante os anos 1970, entre seus clientes, destaca-se a Tyson Foods, Walmart e o Bank of America. Hillary Clinton tornou-se a primeira associada mulher, e a primeira sócia, no período em que seu esposo, Bill Clinton, era o procurador-geral e governador do Arkansas. Também fizeram parte da empresa Webster Hubbell (mais tarde procurador-geral adjunto), Vince Foster (mais tarde conselheiro da Casa Branca no governo Bill Clinton) e William H. Kennedy, III (mais tarde conselheiro adjunto da Casa Branca no governo Bill Clinton).
Rose Law Firm ganhou atenção no noticiário nacional na década de 1990 como parte da controversa de Whitewater, quando investigadores procuraram determinar o volume do trabalho que Hillary Clinton tinha feito enquanto trabalhava no escritório como representante de Jim McDougal em casos que envolviam as empresas Madison Guaranty e Castle Grande.